# رعاة شرق أفريقيا النيوليثيين
رعاة شرق أفريقيا النيوليثيين هي مجموعة المجتمعات البشرية من العصر الحجري الحديث التي ظهرت في بالمنطقة التي تعرف بخسف شرق والمناطق المجاورة في شرق افريقيا. كان هؤلاء الرعاة يتكلمون باللغة الكوشية الجنوبية, ويميلون لدفن موتاهم في أكوام من الحجر. وتميزت أدواتهم بأوعية حجرية, ومدقات وأحجار طحن وجرار فخارية.
من خلال علوم الاثار واللغة والوراثة الاثرية, تم التعرف عليهم أو وصفهم كأول المستوطنين الناطقين باللغات الافرواسيوية في المنطقة. 

## لمحة عامة
يعتقد ان اصحاب ثقافة العصر الحجري الحديث الرعوي في السافانا وصلوا إلى وادي شرق افريقيا في وقت ما خلال فترة العصر الحجري الحديث الرعوي (حوالي 3000 قبل الميلاد - 700 ميلادي). من خلال سلسلة من الهجرات من القرن الإفريقي، أحضر هؤلاء الرعاة الأوائل الناطقون باللغات الكوشية الماشية والماعز جنوبًا من السودان و/أو إثيوبيا إلى شمال كينيا. وفقًا للتأريخ الأثري للقطع الأثرية المرتبطة والمواد الهيكلية، استقروا هؤلاء الرعاة أولاً في الأراضي المنخفضة في كينيا بين 5200 و3300 سنة مضت، وهي مرحلة تُعرف بالعصر الحجري الحديث الرعوي في السافانا المنخفضة. ثم انتشروا لاحقًا إلى المرتفعات في كينيا وتنزانيا حوالي 3300 سنة مضت، والتي تُعرف فيما بعد بمرحلة العصر الحجري الحديث الرعوي في السافانا المرتفعة.
تشير الحفريات في المنطقة إلى أن شعوب العصر الحجري الحديث الرعوي في السافانا كانوا رعاة ماشية في المقام الأول. كانوا يحلبون هذه الماشية، والمواشي كانت تتكون من الماعز، والغنم، بالاضافة للحمير. وعادةً ما كانوا يدفنون موتاهم في أكوام من الحجارة. كانت أدواتهم تتميز بصناعة حجرية قائمة على الشفرات والشفرات الصغيرة، وأوانٍ فخارية، وأوعية حجرية ومدقات، وأحيانًا أحجار طحن. أحيانًا كان شعوب العصر الحجري الحديث الرعوي يصطادون الطرائد المتوسطة والكبيرة في السهول، وخلال مرحلة الثقافة في الأراضي المنخفضة، كانوا أيضًا يصطادون السمك في بحيرة توركانا.

## اللغة
يُعتقد أن شعوب العصر الحجري الحديث الرعوي في السافانا كانت تتحدث لغات من الفرع الكوشي الجنوبي للغات الأفروآسيوية. وفقًا لكريستوفر إهرِت، تشير الأبحاث اللغوية إلى أن هذه المجتمعات من العصر الحجري الحديث الرعوي كانت أول الناطقين بالأفروآسيوية الذين استقروا في وادي شرق افريقيا والمناطق المحيطة. كانت المنطقة، عند وصولهم، مأهولة بصيادي وجامعي ثمار من شعوب الكويسان الذين تحدثوا بلغات كويسان ومارسوا صناعة الشفرات الإبورانية. أظهرت التحليلات الجينية الحديثة للبقايا القديمة أن سكان العصر الحجري الحديث الرعوي كانوا أيضًا مسؤولين عن ثقافة إلمينتيتان الرعوية التي عاشت في وادي شرق افريقيا خلال نفس الفترة. 
تشير الجدول الزمني اللغوي للحركات السكانية التاريخية إلى وادي شرق افريقيا، بالإضافة إلى التوزيع الحالي والسابقة للناطقين بالأفروآسيوية، إلى أن شعوب العصر الحجري الحديث الرعوي كانت على الأرجح تتحدث لغات كوشية جنوبية. يقترح إهريت (1998) أنه من بين هذه اللهجات كانت لغتي تالي وبيشا، اللتين تم التعرف عليهما بناءً على الكلمات المستعارة. وقد اختفى هؤلاء المتحدثون الأوائل للغات الكوشية في المنطقة بشكل كبير بعد توسع البانتو.

## التوزع
كانت ثقافة العصر الحجري الحديث الرعوي في السافانا موزعة في البداية على ارتفاعات أقل من 1100 م في الأراضي المنخفضة شمال كينيا (العصر الحجري الحديث الرعوي في السافانا المنخفضة). ثم توسعت نطاقها إلى المرتفعات بين وسط كينيا وشمال تنزانيا، على ارتفاعات تتجاوز 1500 م (العصر الحجري الحديث الرعوي في السافانا المرتفعة). كانت المواقع المفضلة لاستقرار شعوب العصر الحجري الحديث الرعوي تقع في المراعي المفتوحة المغطاة بالأشجار على المنحدرات اللطيفة جيدة التصريف، والتي تتراوح بين 1500 م إلى 2050 م.